# آرثر هرمان
آرثر هرمان (بالفرنسية: Arthur Hermann)‏ هو لاعب جمباز فني فرنسي، ولد في 16 أكتوبر 1893 في ميلوز في فرنسا، وتوفي في 28 مارس 1958 في بلفور في فرنسا.

## وصلات خارجية
- آرثر هرمان على موقع اللجنة الأولمبية الدولية (الإنجليزية)
- آرثر هرمان على موقع أوليمبيديا (الإنجليزية)